# San José la Esperanza
San José la Esperanza är en ort i Mexiko.   Den ligger i kommunen Las Margaritas och delstaten Chiapas, i den sydöstra delen av landet, 900 km öster om huvudstaden Mexico City. San José la Esperanza ligger 1 245 meter över havet och antalet invånare är 146.
Terrängen runt San José la Esperanza är kuperad åt sydväst, men åt nordost är den bergig. San José la Esperanza ligger nere i en dal. Runt San José la Esperanza är det ganska tätbefolkat, med 54 invånare per kvadratkilometer. Närmaste större samhälle är Las Margaritas, 19,9 km väster om San José la Esperanza. I omgivningarna runt San José la Esperanza växer i huvudsak städsegrön lövskog.